# Veronica albicans
Veronica albicans är en grobladsväxtart som beskrevs av Donald Petrie. Veronica albicans ingår i släktet veronikor, och familjen grobladsväxter. Inga underarter finns listade i Catalogue of Life.

## Bildgalleri

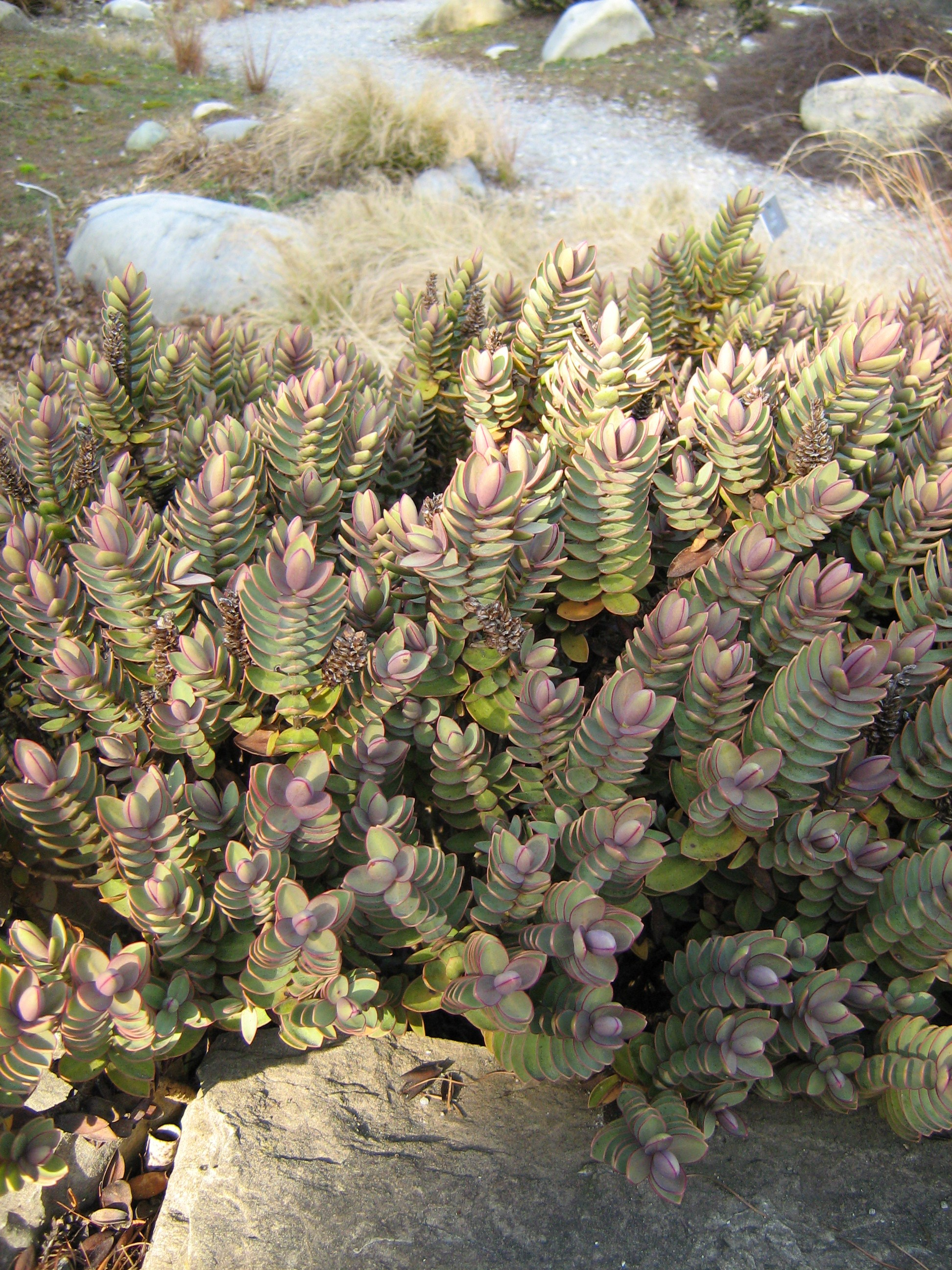
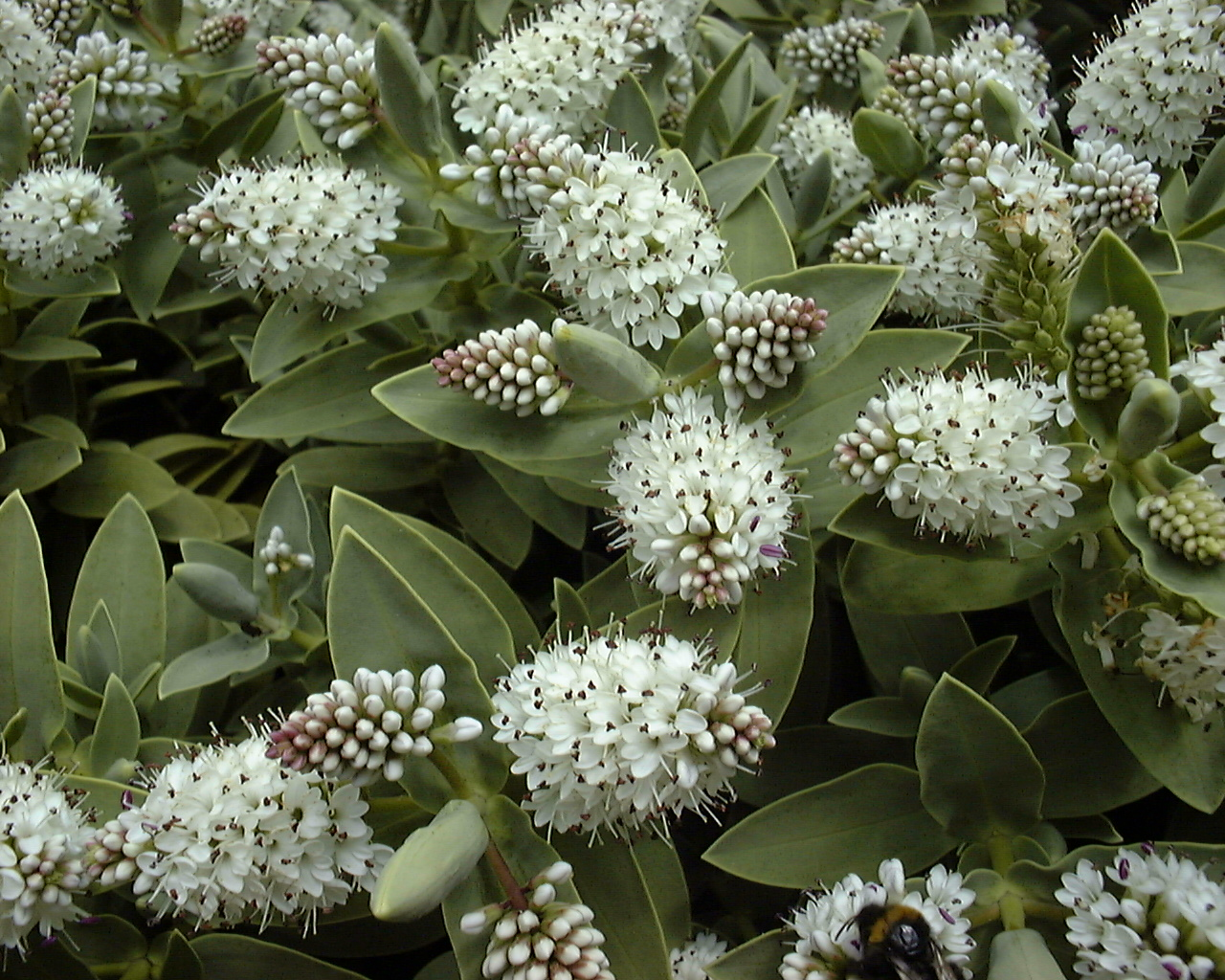
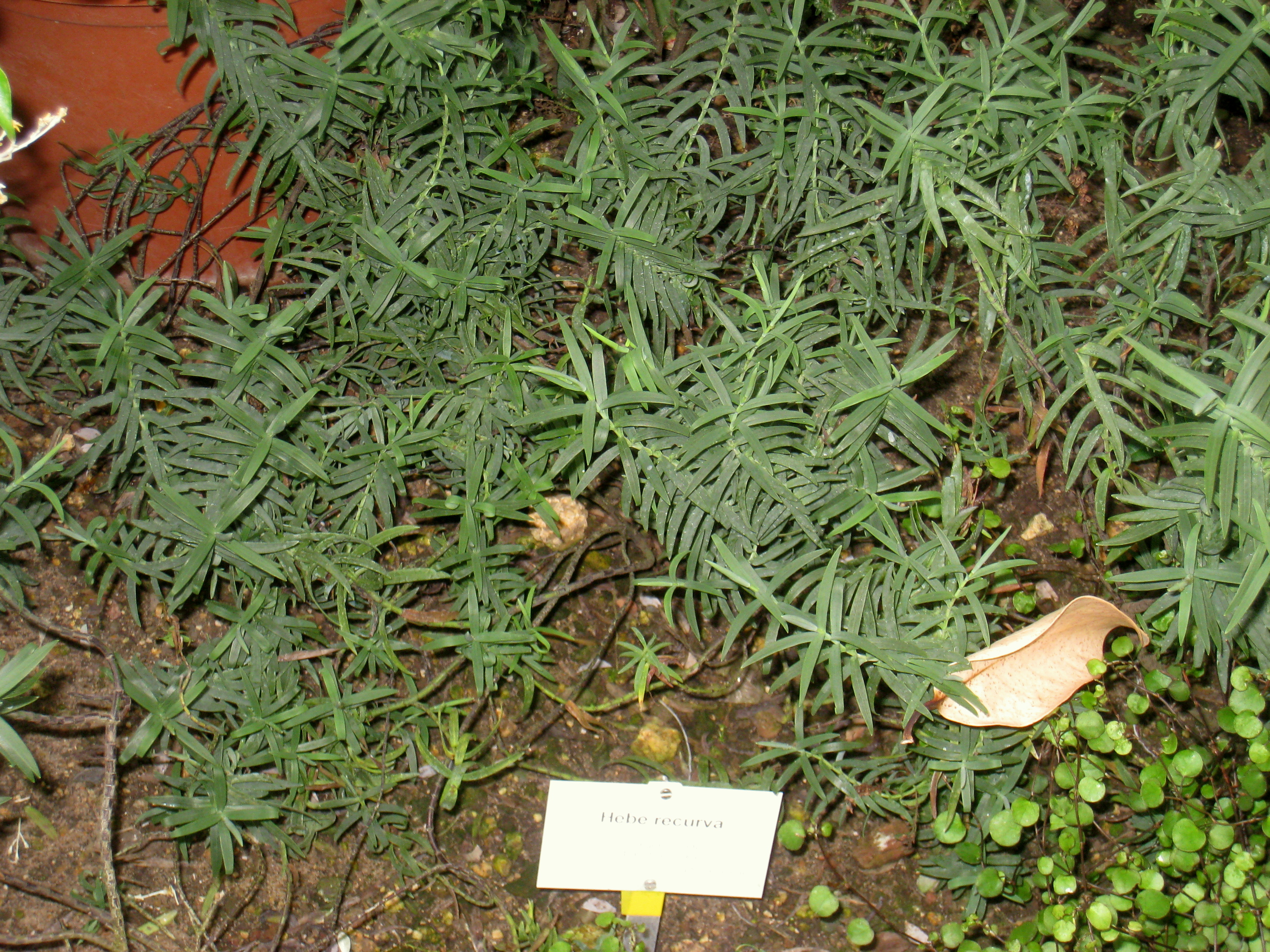
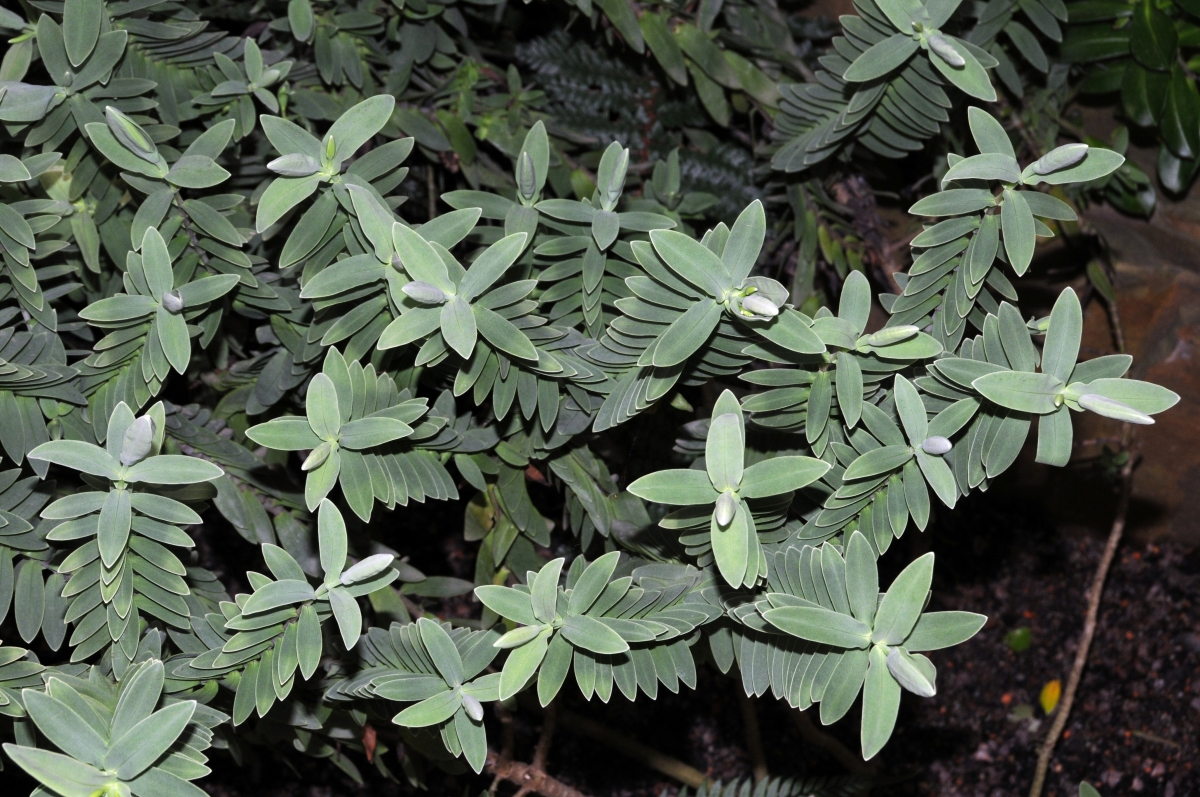